# Anna Boch
Anna Rosalie Boch (Saint-Vaast, 10 febbraio 1848 – Ixelles, 25 febbraio 1936) è stata una pittrice belga, unica donna ammessa a far parte del gruppo d'avanguardia Les XX (I Venti).

## Biografia
Figlia di Victor Boch e nipote di Eugen von Boch, proprietario della famosa società di ceramiche Villeroy & Boch, fu l'allieva prediletta di Isidore Verheyden.
Nei suoi primi lavori, influenzata da Théo van Rysselberghe, fondatore de I Venti, adottò la tecnica puntinista, per poi approdare allo stile impressionista.
Il pittore Eugène Boch era suo fratello minore.

## Galleria d'immagini

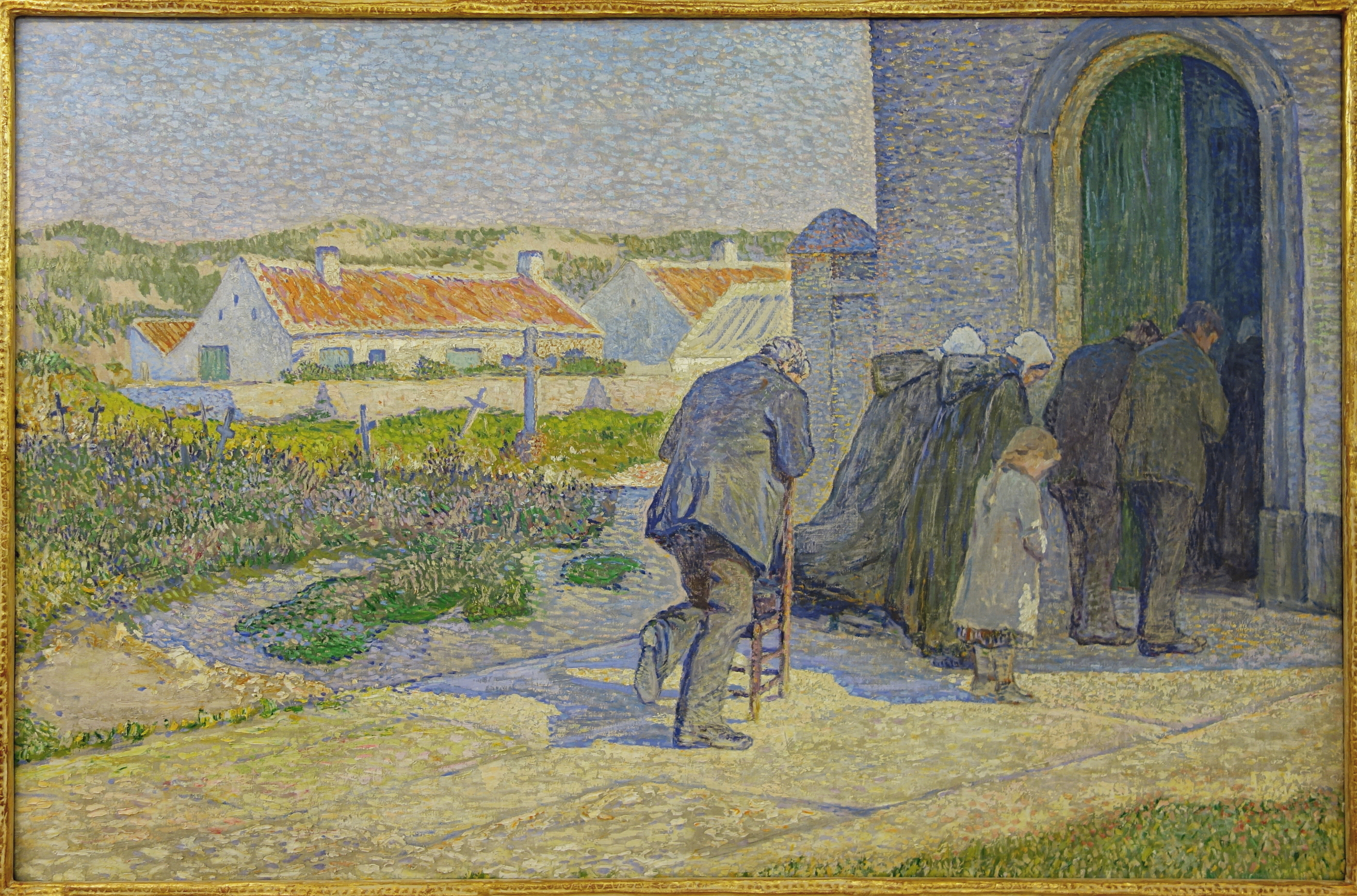
Durante l'Elevazione, olio su tela, 1893.
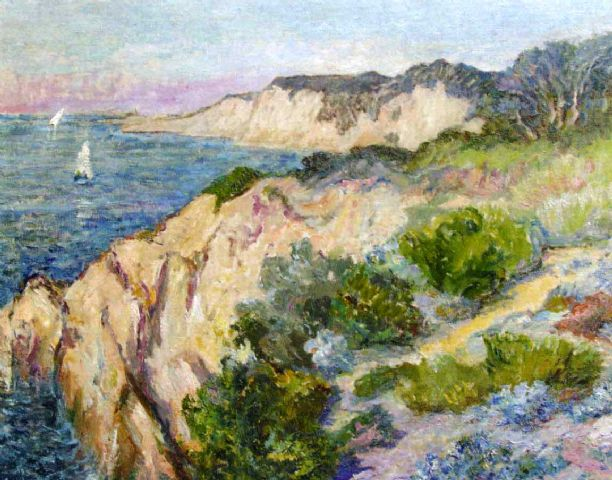
Falesie della costa bretone, olio su tela, 1901.
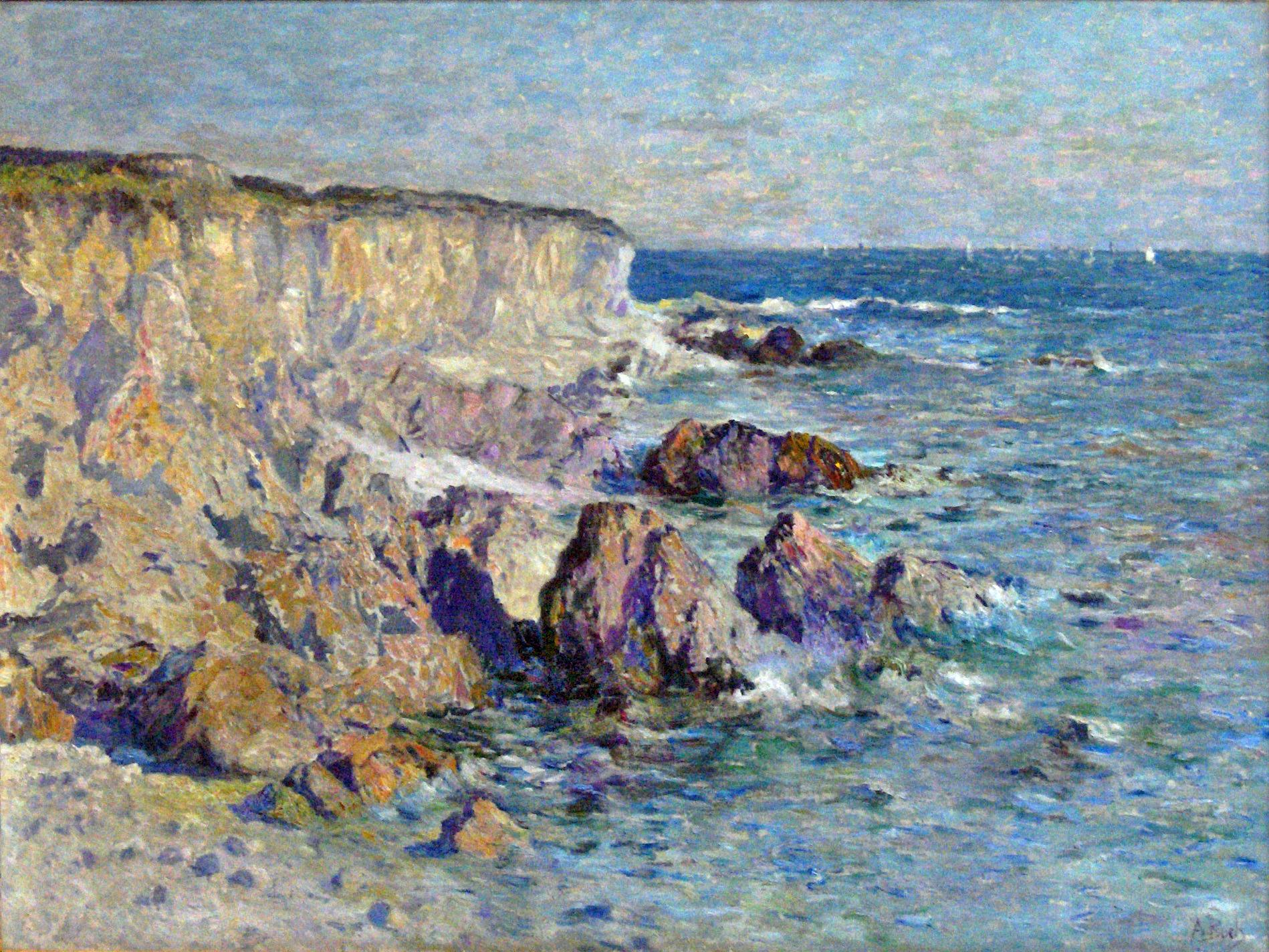
Scogliere di Bretagna, olio su tela, 1901, Museo reale delle belle arti del Belgio
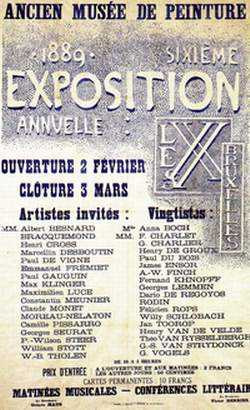
Manifesto del circolo artistico Les XX di Bruxelles (1889)